# Þiðranda þáttr ok Þórhalls
Þiðranda þáttr ok Þórhalls (el relato de Þiðrandi y Þórhall) o Þiðranda þáttr Síðu-Hallssonar (la historia de Þiðrandi, hijo de Hall de Sida) es una historia corta islandesa (þáttr), que se conserva en Óláfs saga Tryggvasonar en mesta, de Flateyjarbók. Narra la historia de Þiðrandi, un virtuoso joven de 18 años, hijo del caudillo islandés Síðu-Hallur, que ignora la advertencia de un amigo de su padre Þórhall spámaðr (Thorhall el Vidente, o el Profeta), durante el solsticio de invierno cuando Þórhall spámaðr explica que está destinado a morir, y que algo terrible le podría ocurrir a quien estuviese aquella noche en el exterior; Þiðrandi responde a la tercera llamada en la puerta, pensando que es vergonzoso ignorar a un invitado, pero ve a nueve mujeres vestidas de negro con sus espadas desenvainadas cabalgando hacia la casa desde el norte y otras nueve mujeres con ropajes claros y resplandencientes sobre caballos blancos desde el sur, y muere en manos de las mujeres de negro. Þórhall interpreta que son fylgjur familiares, o dísir, las mujeres de negro estaban enojadas por la cristianización de Islandia y las mujeres de vestidos claros querían protegerle pero fueron incapaces de defender a Þiðrandi. Más tarde Þórhall vuelve a hospedarse con Síðu-Hallur y se levanta sonriente una mañana porque ha visto por la ventana que en las colinas estaban toda clase de criaturas, grandes y pequeñas, preparadas para marchar frente al advenimiento del cristianismo. 